# Coreopsis
Genre
Classification phylogénétique
Les Coreopsis (coréopsis en français) sont un genre de plantes à fleurs de la famille des Astéracées, originaires d'Amérique du Nord. Elles sont cultivées pour leurs fleurs. Le genre regroupe plus de 450 espèces et variétés.
Le nom coréopsis est dérivé des mots grecs κόρη (korè), qui signifie « jeune fille » et ὄψ (ops), qui signifie « œil », en référence à la beauté de la fleur.

## Description
Les coréopsis sont des plantes herbacées vivaces qui mesurent de 40 à 120 cm de hauteur. Les fruits sont petits plats et secs et ressemblent à des insectes. Beaucoup de ces espèces sont cultivées. 28 espèces sont indigènes d'Amérique du Nord et les autres viennent d'Amérique centrale et du Sud. Les fleurs sont généralement de couleur jaune avec des pétales dentés.

## Classification

### Sections
La classification GRIN segmente le genre en 11 sections tenant compte de leur relation cladistique (avec le nombre d'espèces entre parenthèses) :
Mexique et Ouest de l'Amérique du Nord
Coreopsis sect. Electra (3)
Coreopsis sect. Anathysana (1)
Coreopsis sect. Tuckermannia (2)
Coreopsis sect. Pugiopappus (3)
Coreopsis sect. Leptosyne (3)
Est de l'Amérique du Nord
Coreopsis sect. Silphidium (1)
Coreopsis sect. Gyrophyllum (syn. Palmatae) (6)
Coreopsis sect. Calliopsis (3)
Coreopsis sect. Eublepharis (7)
Coreopsis sect. Coreopsis (9)
Amérique du Sud
Coreopsis sect. Pseudoagarista (35)

#### Section Anathysana
- Coreopsis cyclocarpa S.F.Blake

#### Section Calliopsis
- Coreopsis bicolor
- Coreopsis leavenworthii Torr. & A.Gray – Leavenworth's Tickseed
- Coreopsis paludosa M.E.Jones
- Coreopsis tinctoria Nutt. – Plains Coreopsis

#### Section Coreopsis
- Coreopsis auriculata L. – Lobed Tickseed
- Coreopsis basalis (A.Dietr.) S.F.Blake – Goldenmane Tickseed
- Coreopsis grandiflora Hogg ex Sweet – Large-flowered Tickseed
- Coreopsis intermedia Sherff – Goldenwave Tickseed
- Coreopsis lanceolata L. – Lance Coreopsis, Lance-leaf Tickseed
- Coreopsis nuecensis A.Heller – Crown Tickseed
- Coreopsis nuecensoides E.B.Sm. – Rio Grande Tickseed
- Coreopsis pubescens Elliott – Star Tickseed
- Coreopsis wrightii (A.Gray) H.M.Parker – Rock Tickseed

#### Section Electra
- Coreopsis cuneifolia Greenm.
- Coreopsis mexicana
- Coreopsis mutica DC.

#### Section Eublepharis
- Coreopsis floridana E.B.Sm. – Florida Tickseed
- Coreopsis gladiata Walter – Coastalplain Tickseed
- Coreopsis integrifolia Poir. – Fringeleaf Tickseed
- Coreopsis linifolia Nutt. – Texas Tickseed
- Coreopsis nudata Nutt. – Georgia Tickseed
- Coreopsis rosea Nutt. – Pink Tickseed

#### Section Gyrophyllum (syn. Palmatae)
- Coreopsis delphiniifolia Lam. – Larkspurleaf Tickseed
- Coreopsis major Walter – Greater Tickseed
- Coreopsis palmata Nutt. – Stiff Tickseed
- Coreopsis pulchra F.E.Boynton – Woodland Tickseed
- Coreopsis tripteris L. – Tall Tickseed
- Coreopsis verticillata L. – Whorled Tickseed

#### Section Leptosyne
- Coreopsis douglasii (DC.) H.M.Hall – Douglas's Tickseed
- Coreopsis californica (Nutt.) H.Sharsm. – California Tickseed
- Coreopsis stillmanii (A.Gray) S.F.Blake – Stillman's Tickseed

#### Section Pseudoagarista
Amérique du Sud, 35 espèces
- Coreopsis mcvaughii D.J.Crawford
- Coreopsis petrophila A.Gray
- Coreopsis petrophiloides B.L.Rob. & Greenm.
- Coreopsis rudis (Benth.) Hemsl.

#### Section Pugiopappus
- Coreopsis bigelovii (A.Gray) Voss – Bigelow's Tickseed
- Coreopsis calliopsidea (DC.) A.Gray – Leafstem Tickseed
- Coreopsis hamiltonii (Elmer) H. Sharsm. – Mount Hamilton Tickseed

#### Section Silphidium
- Coreopsis latifolia Michx. – Broadleaf Tickseed

#### Section Tuckermannia
- Coreopsis gigantea (Kellogg) H.M.Hall – Giant Coreopsis
- Coreopsis maritima (Nutt.) Hook.f. – Sea Dahlia

### Espèces anciennement appelées Coreopsis
| - Bidens alba (L.) DC. (as C. alba L.) - Bidens aristosa (Michx.) Britton (as C. aristosa Michx.) - Bidens aurea (Aiton) Sherff (as C. aurea Aiton) - Bidens mitis (Michx.) Sherff (as C. mitis Michx.) - Bidens trichosperma (Michx.) Britton (as C. trichosperma Michx.) - Cosmos bipinnatus Cav. (as C. formosa Bonato) | - Cosmos parviflorus (Jacq.) Pers. (as C. parviflora Jacq.) - Iostephane heterophylla (Cav.) Hemsl. (as C. heterophylla Cav.) - Simsia amplexicaulis (Cav.) Pers. (as C. amplexicaulis Cav.) - Simsia foetida (Cav.) S.F.Blake (as C. foetida Cav.) - Thelesperma filifolium (Hook.) A.Gray (as C. filifolia Hook.) - Verbesina alternifolia (L.) Britton ex Kearney (as C. alternifolia L.) |

## Confusion possible
On peut confondre les Coreopsis avec de nombreux autres genres d'astéracées et notamment les Bidens ou les Cosmos.

## Galerie

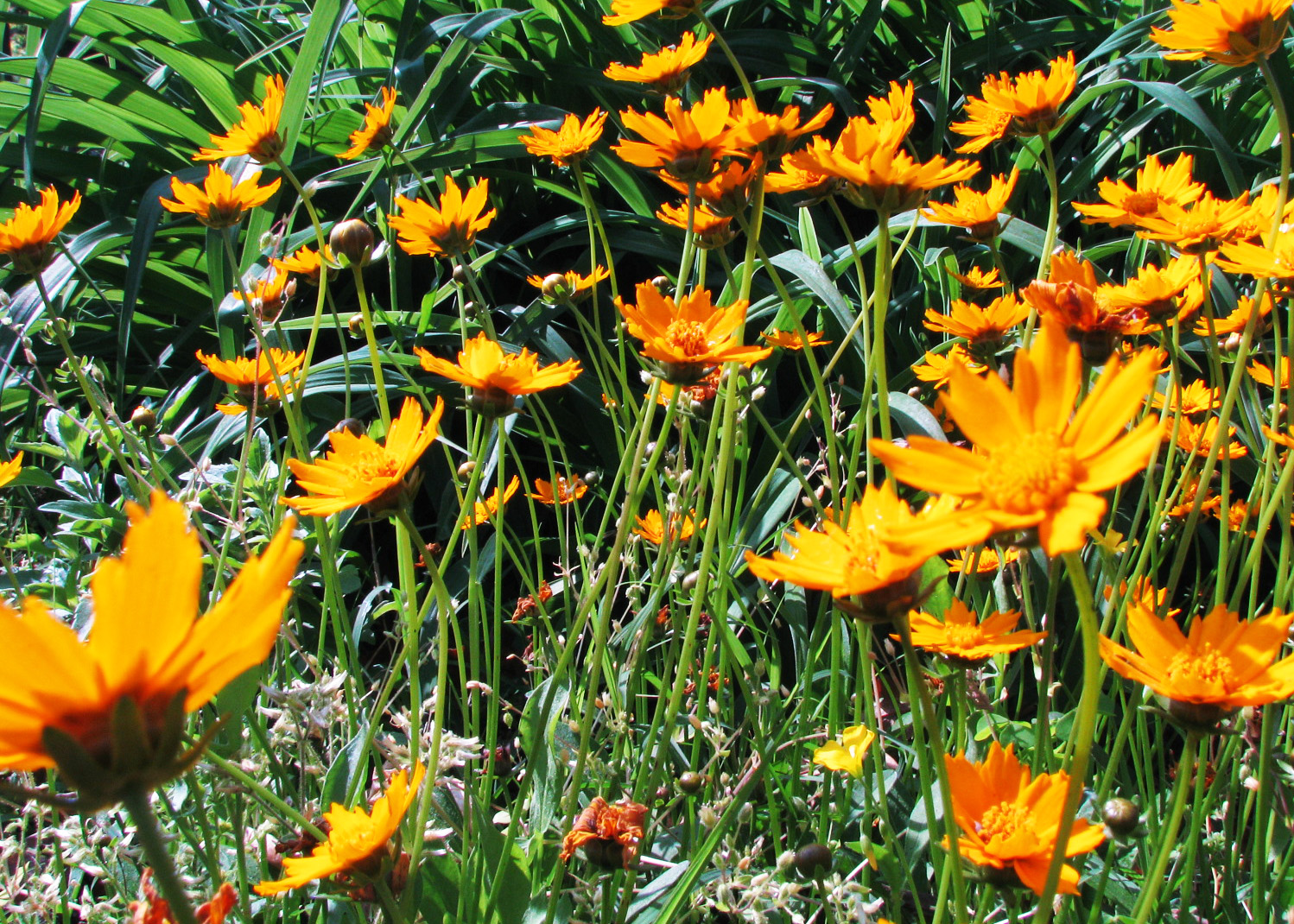
Coreopsis ( Richmond ).
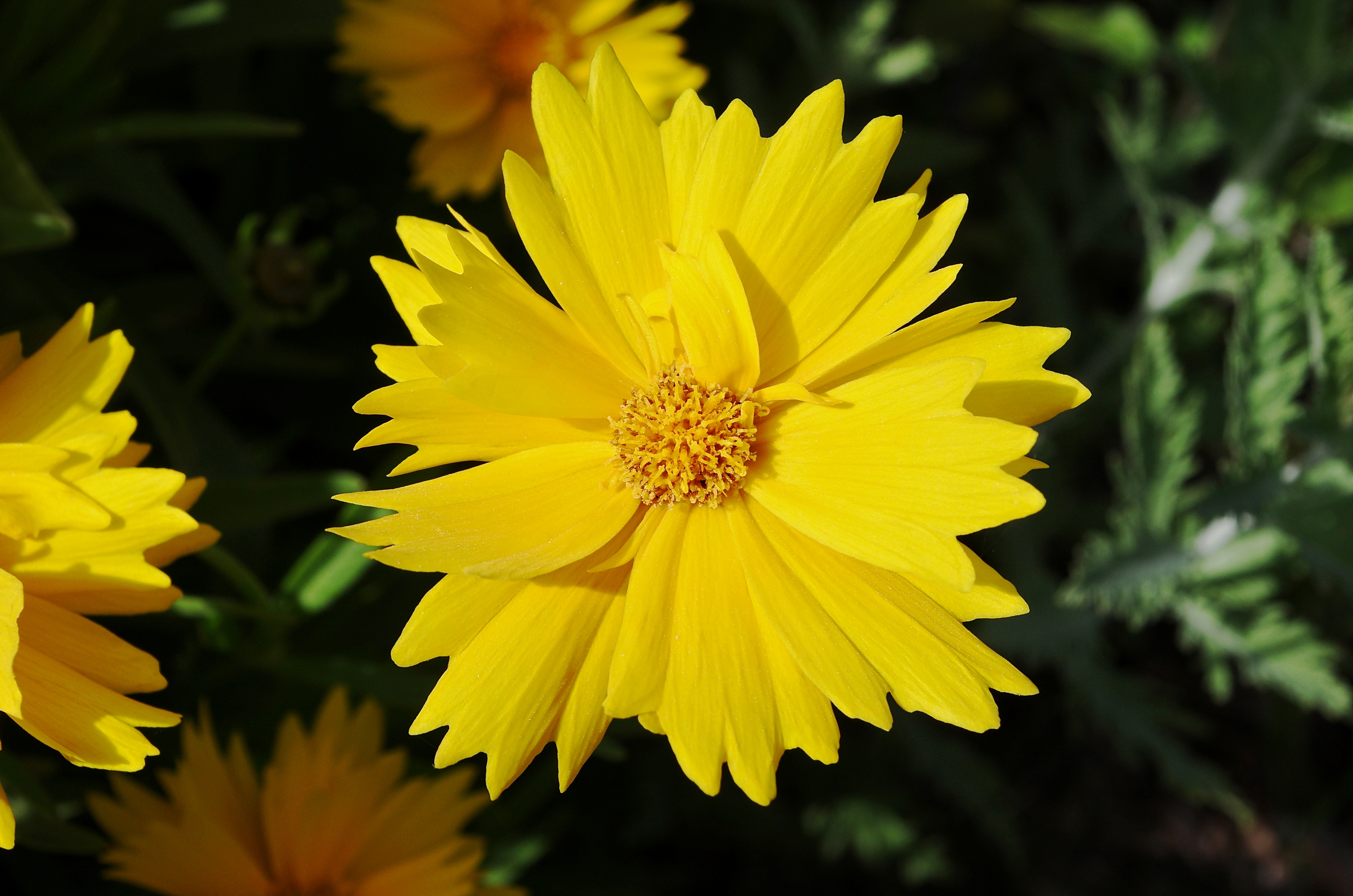
Coreopsis lanceolata, en France.
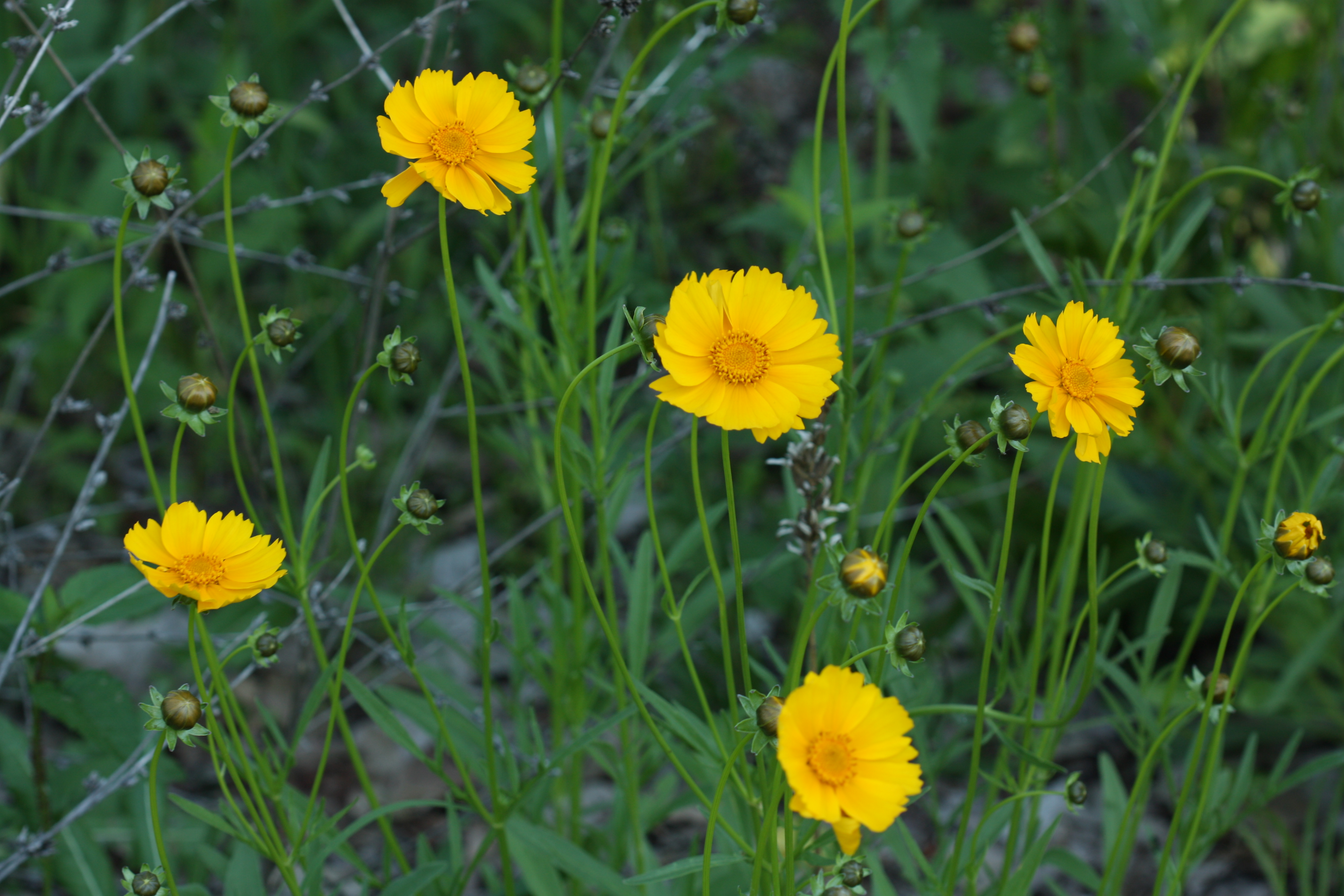
Coreopsis à Livonia dans le Michigan.
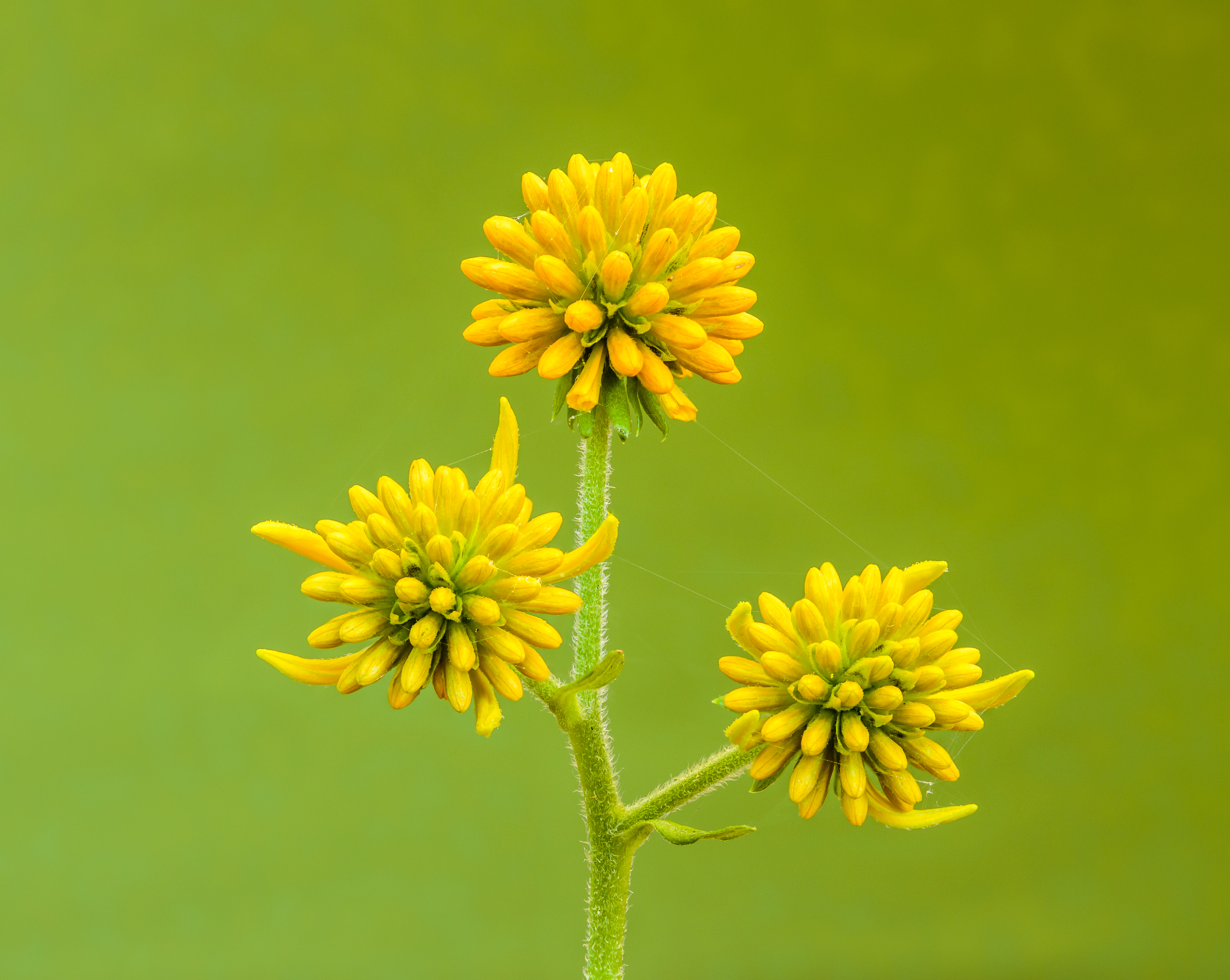
Un Verbesina alternifolia, autrefois appelée Coreopsis. Les boutons de fleur ont un diamètre de 12mm. Septembre 2021.